# Оразбаева, Фаузия Шамсиевна
Фаузия Шамсиевна Оразбаева  (каз. Фаузия Шамсиқызы Оразбаева; 3 мая 1949, с. Кокжыра, Самарский район, Восточно-Казахстанская область, КазССР, СССР) — советский и казахский учёный-филолог, доктор педагогических наук, профессор. Заслуженный деятель Казахстана, «Почётный работник образования Республики Казахстан».

## Биография
Родилась 3 мая в 1949 году в с. Талапкер (ныне Кокжыра), Кокпектинский район, Восточно-Казахстанская область.
В 1971 году окончила филологический факультет КазГУ им. С. М. Кирова, в 1975 году аспирантуру.
В 1979 году защитила кандидатскую диссертацию на тему «Синонимы прилагательных в современном казахском языке», а в 1996 году защитила докторскую диссертацию на тему «Научно-методические основы речевого общения и способов общения».

## Трудовая деятельность
С 1977 по 1989 год — преподаватель Алматиского института иностранных языков (ныне Казахский университет международных отношений и мировых языков)
С 1989 по 1991 год — доцент КазГУ
С 1991 по 1993 год — проректор КазНПУ им. Абая.
С 1996 года по настоящее время заведующая кафедрой современного казахского языка и методики преподавания КазНПУ им. Абая.

## Научная деятельность
Автор более 300 научно-методических трудов, в числе которых монографии, учебники, учебно-методические пособия, электронные учебные пособия, словари, государственные стандарты и типовые программы, статьи и доклады. Автор и руководитель 6-уровневого учебно-методического комплекса по обучению казахскому языку, подготовленного и изданного впервые на основе Европейских и Международных стандартов (DALF/DELF, IETS, TOEFL и др.) по контролю языковых знаний в РК (2006—2007).Является автором курса казахского языка DEMO, разработанного совместно с израильским центром обучения языкам «Edusoft» (2007). Ею подготовлено 11 докторов и 40 кандидатов наук

### Научные труды
- Қазіргі қазақ тіліндегі сын есім синонимдері / Ф. Ш. Оразбаева. — Алматы : Мектеп, 1988. — 127 б.
- Қазіргі қазақ тіліне арналған жаттығулар : фонетика, лексика : оқу құралы / Ф. Ш. Оразбаева, Ә. Қ. Ахметов, К. Ж. Жүнісбекова. — Алматы : РБК, 1999. — 171 б.
- Тілдік қатынас : теория және әдістемесі : оқу құралы / Ф. Ш. Оразбаева. — Алматы : РБК, 2000. — 208 б.
- Қазақ тiлi: учебник / Ф. Ш. Оразбаева. — Алматы : Атамұра, 2005. — 192 с.
- Қазақ тілін оқыту әдістемесі : оқу құралы / Ф. Ш. Оразбаева, С. Рахметова. — Алматы : Print S, 2005. — 170
- Мемлекеттiк тiлдегi iс қағаздар : оқу құралы / Ф. Ш. Оразбаева, Қ. Мұхамади. — Алматы : Арда, 2005. — 278
- Тілдік қатынас негіздері : оқулық / Ф. Ш. Оразбаева. — Алматы : Print S, 2005. — 147
- Кәсіби қазақ тілі : дәрігер мамандарға арналған практикалық курс : оқу құралы / Ф. Ш. Оразбаева, К. Қ. Аяпбергенова. — Алматы : Литера «М», 2007. — 144
- Тіл әлемі : мақалалар, зерттеулер / Ф. Ш. Оразбаева. — Алматы : Ан-Арыс, 2009. — 368
- Қазақ тiлi : дидактикалық материалдар / Ф. Ш. Оразбаева. — Алматы : Мектеп, 2014. — 136
- Қазақ әдебиетi : оқу орыс, ұйғыр, өзбек тiл. жүретiн мектепке арн. оқу құралы. — Алматы : Бiлiм, 2014. — 88
- Ускоренный практический курс обучения казахскому языку : задания и упражнения / Ф. Ш. Оразбаева. — Алматы : Бiлiм, 1996. — 128 с.
- Научно-теоретические основы языковой коммуникации и коммуникативного метода : автореферат дис. … доктора педагогических наук : 13.00.02 / Ф. Ш. Оразбаева. — Алматы, 1996. — 57 с. и др.

## Награды и звания
- 2003 — Медаль «За трудовое отличие»
- 2005 — Благодарственное письмо Президента Республики Казахстан
- 2006 — нагрудный знак МОН РК «Почётный работник образования Республики Казахстан»
- 2006 — грант МОН РК «Лучший преподаватель вуза Казахстана»
- 2006 — Премия имени Ч. Ч. Валиханова за лучшее научное исследование в области гуманитарных наук за работу.
- 2008 — нагрудный знак МОН РК «За вклад в развитие науки Республики Казахстан»
- 2009 — звания «Заслуженный деятель Казахстана»
- 2020 (3 декабря) — Орден «Парасат» за вклад в развитие отечественной науки и образования.[1]